# 용과 같이 8 외전 Pirates in Hawaii
용과 같이 8 외전 Pirates in Hawaii(Like a Dragon: Pirate Yakuza in Hawaii, 龍が如く８外伝)는 용과 같이 스튜디오가 개발하고 세가가 배급하는 2025년 액션 어드벤처 게임이다. 이 게임은 용과 같이 시리즈의 스핀오프이며, 용과 같이 8의 사건으로부터 6개월 후를 배경으로 한다. 2025년 2월 21일 플레이스테이션 4, 플레이스테이션 5, 마이크로소프트 윈도우, 엑스박스 원 및 Xbox Series X/S로 출시되었다.
이 게임은 시리즈의 주요 인물인 마지마 고로를 따라간다. 그는 섬에 표류하여 기억을 잃은 후 자신만의 해적단을 이끌고 숨겨진 보물을 찾아 나선다. 이 게임은 시리즈의 특징인 진행형 격투 게임플레이 외에도 해상강도 테마에서 예상되는 해전 요소를 특징으로 한다.
용과 같이 8 외전 Pirates in Hawaii는 비평가들로부터 전반적으로 긍정적인 평가를 받았다.

## 게임 플레이
용과 같이 8 외전 Pirates in Hawaii에서 플레이어는 마지마 고로를 조작하여 네 가지 다른 지역을 탐험한다: 하와이주 근처의 외딴 섬인 리치 아일랜드; 범죄자와 해적들이 자주 방문하는 비밀 섬인 매드랜티스; 팔레카나 종교 단체의 기지인 넬레 아일랜드; 그리고 이전에 용과 같이 8의 주요 배경으로 등장했던 호놀룰루.
이전 용과 같이 타이틀과 유사하게, 용과 같이 8 외전 Pirates in Hawaii는 진행형 격투 게임 전투 시스템을 사용한다. 마지마는 두 가지 전투 스타일을 사용할 수 있다: 마지마의 시그니처인 속도 중심의 스타일인 매드 독; 그리고 마지마가 쌍수 커틀러스와 권총, 그리고 다른 해적 도구를 사용할 수 있게 하는 씨 독. 전투 시스템에 새로 추가된 것은 점프하고 공중 콤보를 수행하는 능력이다.
일반적인 전투와 탐험 외에도 플레이어는 해적단을 구성하고 자신들의 배인 고로마루를 업그레이드할 수 있으며, 이를 사용하여 넓은 바다를 탐험하고 다른 해적선과 전투를 벌일 수 있다. 함선 전투는 실시간으로 진행되며, 플레이어는 체력이 고갈된 특정 적 함선에 탑승하여 그들의 선원과 싸우고 선장을 물리칠 수도 있다.
용과 같이 8 외전 Pirates in Hawaii는 가라오케, 크레이지 딜리버리, 드래곤 카트와 같은 이전 용과 같이 타이틀의 여러 미니게임이 다시 등장한다. 또한, 새로운 사이드 활동인 마사루의 러브 저니는 마지마가 "미나토 걸즈"를 영입하여 게임 캐릭터 중 한 명인 후지타 마사루와 어울리는 데 중점을 둔다.
다른 용과 같이 타이틀과 마찬가지로, 용과 같이 8 외전 Pirates in Hawaii는 이전 세가 게임의 잠금 해제 가능한 에뮬레이션을 특징으로 한다. 예를 들어, 세가 마스터 시스템과 SG-1000 게임인 포세이돈 워즈 3D, 스페이스 하리어 3D, 스타 재커, 그리고 아케이드 게임인 디 오션 헌터 등이 있다.

## 줄거리

### 전제
용과 같이 8 외전 Pirates in Hawaii는 용과 같이 8 (2024년)의 사건으로부터 6개월 후를 배경으로 하며, 전 토조카이 야쿠자 마지마 고로 (우가키 히데나리/매슈 머서)가 유일한 플레이 가능 캐릭터로 등장한다. 알 수 없는 상황으로 인해 마지마는 리치 아일랜드에 표류하게 되었고, 과거의 기억을 모두 잃었다. 노아 리치 (퍼스트 서머 우이카/마야 아오키 터틀)라는 이름의 지역 천식 소년에게 구출된 후, 마지마는 지역 하와이 해적과 일본에서 온 전직 야쿠자 멤버들이 연루된 새로운 갈등에 휘말린다. 그는 새로운 해적단의 선장이 되어 숨겨진 보물을 찾고 기억을 되찾기 위해 나선다.
노아 외에도 마지마는 새로운 등장인물들과 함께한다: 노아의 아버지이자 리치 아일랜드에서 술집을 운영하는 전직 보물 사냥꾼인 제이슨 리치 (마츠다 켄지/제레미 브랜트); 마지마의 선원단에 합류하는 숙련된 요리사 후지타 마사루 (아키야마 류지/브렌트 무카이); 넬레 아일랜드의 오염을 청소하기 위해 자원한 전 토조카이 가문의 가주인 시가키 테루히코 (아오키 무네타카/쓰지 다이스케); 팔레카나 종교 단체의 신도인 로드리게스 (타니다 아유미/조시 키턴); 모티머 함대를 이끄는 카리스마 넘치는 해적 모티머 (다이토 슌스케/매튜 워터슨); 제이슨이 술집을 운영하는 것을 돕는 그의 둘째 딸 모아나 리치 (우에다 레이나/제니퍼 선 벨); 제이슨과 소원한 관계인 그의 첫째 딸 나오미 리치 (히카사 요코/모니크 부리아스 시); 매드랜티스의 통치자인 미셸 여왕 (파쿠 로미/데브라 윌슨); 매드랜티스의 해적 콜로세움을 관리하는 해적왕 레이먼드 로 (타나카 미오우/사모아 조); 그리고 숨겨진 보물에 대한 지식을 가진 뉴욕의 사채업자 스페이드 터커 (무기히토/제프리 피어슨). 이전 용과 같이 타이틀에서 다시 등장하는 캐릭터는 다음과 같다: 마지마의 의형제이자 동료 전직 야쿠자인 사에지마 타이가 (코야마 리키야/제임스 커크랜드); 마지마 야쿠자 일가의 전 멤버인 니시다 (오카이 카츠노리/브랜든 매키니스)와 미나미 다이사쿠 (이시카와 히데오/마크 위튼); 그리고 이전에 마지마와 인연이 있었던 전직 야쿠자인 카스가 이치반 (나카야 카즈히로/카이지 탕).

### 줄거리
2024년 8월, 마지마 고로는 하와이 근처의 외딴 섬인 리치 아일랜드에 떠내려와 과거와 그곳에 도착한 경위에 대한 기억을 전혀 갖지 못한다. 그는 천식 소년 노아 리치에게 깨어난다. 노아를 지역 해적들로부터 구한 후, 마지마는 노아의 집으로 옮겨진다. 노아의 알코올 중독자 아버지 제이슨은 마지마에게 현재 일본 야쿠자들이 청소 작업을 진행 중인 넬레 아일랜드로 가는 도중 난파된 것 같다고 말한다. 제이슨이 잭 더 컬렉터가 이끄는 해적들의 괴롭힘으로부터 딸 모아나를 지키다가 구타당하자, 마지마가 나서서 그들을 물리친다. 마지마는 잭의 선원단을 인수하고 선장이 되며, 그 과정에서 요리사 후지타 마사루를 영입한다. 마사루는 자신이 한때 제이슨과 파트너 관계였으며, 제이슨은 모든 질병을 치료할 수 있는 보물과 "영생의 묘약"을 담고 있다고 알려진 전설적인 보물인 "에스페란자의 잃어버린 보물"을 찾아다니는 전직 보물 사냥꾼이었다고 밝힌다. 제이슨은 노아의 천식을 치료하기 위해 묘약을 찾으려 했지만, 해적 콜로세움에서 조작된 경기 도중 배를 잃고 많은 돈을 잃어 은퇴하게 되었다. 마지마는 섬 너머의 세상을 탐험하고 싶어하는 노아를 위해 제이슨을 선원단에 합류시킨다. 선원단을 모으고 스스로를 고로 해적단이라고 부르며, 마지마와 그의 새로운 동맹들은 넬레 아일랜드로 항해를 시작한다.
도착하자마자 마지마는 한때 섬을 지배했던 팔레카나 종교의 광신도들에게 공격을 받는다. 이들은 로드리게스라는 신도가 이끌고 있었다. 전 토조카이 가문의 가주인 시가키 테루히코가 싸움을 멈추기 위해 개입한다. 시가키는 에비나 마사타카의 야쿠자들을 유독 폐기물에 노출시키려는 계획이 무산된 후, 전 토조카이 지도부와 하와이 주 정부가 새로운 폐기물 제거 계획을 위해 협력하여 전직 야쿠자들이 안전하게 섬을 청소하는 합법적인 고용을 허용했다고 설명한다. 시가키는 또한 마지마의 의형제인 사에지마 타이가가 곧 넬레 아일랜드에 도착하여 마지마의 회복을 돕기 위해 일본으로 호송할 것이라고 말한다. 섬을 방문한 후, 마지마는 해적들을 위한 사교 장소이자 한때 팔레카나의 타락한 현자 브라이스 페어차일드가 건설하고 현재 미셸 여왕이 지배하는 매드랜티스로 항해하는 야쿠자 그룹을 따라간다. 도중에 마사루는 뉴욕의 사채업자 스페이드 터커가 매드랜티스에서 에스페란자 보물에 대한 새로운 정보를 자랑하는 모습이 목격되었다고 밝힌다.
매드랜티스에 들어서자, 고로 해적단은 터커가 어디에도 보이지 않는다는 것을 알게 되고, 마지마에게는 이전에 제이슨의 선원단을 배신하고 콜로세움에서 그가 패배하게 만든 고위 해적 사령관 모티머가 건 현상금이 걸려 있었다. 고로 해적단은 콜로세움에 들어가 모티머 함선 중 하나를 물리친다. 선원단은 미셸과 모티머, 해적왕 레이먼드 로, 그리고 여왕의 오른팔이자 보디가드 역할을 하는 제이슨의 큰딸 나오미를 만나도록 초대받는다. 나오미는 마지마에게 미셸이 넬레 아일랜드에서 마지마의 목적을 알고 있으며, 섬에 숨겨진 비밀을 찾는 것을 도와달라고 비밀리에 말한다.
노아가 팔레카나 광신도들에게 납치되어 마지마, 마사루, 제이슨은 노아를 구하기 위해 매드랜티스 지하를 통과해야 한다. 답을 얻고 싶어하는 마지마와 그의 선원단은 호놀룰루에서 나오미를 만난다. 나오미는 에스페란자 보물이 넬레 아일랜드 어딘가에 묻혀 있었고, 터커로부터 그 정보를 얻었다고 밝힌다. 터커는 보물을 찾기 위해 시가키와 협력하여 넬레 아일랜드가 정부에 의해 봉쇄되는 것을 막고 있었다. 마지마는 넬레 아일랜드로 돌아가 그룹을 공격하는 시가키와 대치한다. 시가키는 노아의 납치를 조작하여 마지마가 매드랜티스를 떠나거나 사에지마가 섬에 도착하는 것을 막으려 했다고 설명한다. 둘 다 그의 목표에 방해물이었기 때문이다. 시가키는 마지마와 화해하고 보물을 찾기 위해 그의 선원단에 합류한다. 사에지마는 넬레 아일랜드에 도착하여 마지마가 일본으로 돌아가기를 거부하자 그와 말다툼을 벌인다. 사에지마는 결국 패배하고 제압된다.
마지마는 터커를 만난다. 터커는 에스페란자를 공격하고 보물을 독점한 후 넬레 아일랜드에 떠내려온 해적 중 한 명이 쓴 일기를 발견했다고 밝힌다. 그곳에서 해적들은 동굴 안에 "이단자들의 마을"을 발견하고 그곳에 보물을 숨기기로 결정한다. 노아는 섬에 사는 노인을 발견하는데, 나중에 로드리게스의 아버지로 밝혀지며 에스페란자에서 나온 동전을 가지고 있었다. 로드리게스는 마지마와 싸운 후, 팔레카나 광신도들을 모아 야쿠자 정착지를 공격하고, 마지마, 시가키, 야쿠자들은 그들을 막아내야 한다. 그들은 나중에 노아, 사에지마, 고로 해적단에게 구출된다. 로드리게스는 레이먼드와 동맹을 맺고 보물을 팔 계획을 가지고 있었지만, 보물의 위치는 몰랐다고 밝힌다. 마지마는 로드리게스와 휴전을 맺고 함께 보물을 찾기 위해 협력한다.
마지마는 매드랜티스를 통해 터커가 넬레 아일랜드에 도착하는 것을 돕기로 결정하지만, 모티머와 레이먼드의 방해를 받는다. 레이먼드는 터커를 통과시키기 위해 마지마에게 콜로세움 전투에서 모티머를 이기는 대가로 거래를 제안한다. 마지마와 그의 선원단은 나중에 모티머의 부하들과 술을 마시는 모습이 목격된 마사루와 대치한다. 짧은 싸움 후, 마사루는 자신과 모티머 모두 7년 전 레이먼드에게 매수되어 제이슨의 배를 파괴하려 했다고 밝힌다; 마사루는 처음에는 매수금을 받았지만 나중에 돌려주었다. 그는 제이슨과 화해한다. 마지마는 모티머를 물리치고, 모티머는 마지마의 현상금을 제거해 주겠다고 제안하지만, 그 결과 자신의 부하들에게 살해당한다.
고로 해적단은 넬레 아일랜드 근처 해역으로 이동하여 에스페란자 보물이 있는 동굴로 숨겨진 입구를 찾는다. 그들은 그곳에서 거대한 오징어를 만나는데, 이 오징어가 마지마의 기억 상실을 유발한 난파선의 원인이었다. 마지마는 오징어를 물리치고 그 과정에서 기억을 되찾는다. 나오미는 미셸에게 보고하고, 미셸은 그녀의 함대를 파견하여 무력으로 보물을 탈취하려 한다. 레이먼드는 미셸의 계획을 로드리게스에게 누설하여 마지마가 그녀의 함대를 물리칠 수 있게 한다. 미셸은 매드랜티스로 도주하지만, 그녀의 부재 중에 허브를 장악한 레이먼드에 의해 살해당한다. 레이먼드는 보물과 교환하는 협상 카드로 모아나를 납치하고, 이로 인해 시가키와 야쿠자들이 선원단에 등을 돌린다. 이어진 싸움 도중, 시가키는 실수로 제이슨을 찌르고, 제이슨은 터커에 의해 호놀룰루 병원으로 옮겨진다. 후회하는 시가키는 모아나를 구하는 것을 도와 마지마에게 보답하겠다고 맹세한다.
마지마는 교환을 위해 매드랜티스로 돌아오지만, 사에지마와 나오미에게 구출될 때까지 붙잡힌다. 마지마, 사에지마, 나오미는 매드랜티스를 뚫고 방어 시설을 무력화시켜 고로 해적단이 매드랜티스를 급습할 수 있게 한다. 마지마는 레이먼드를 대치하고 물리치며, 레이먼드는 나중에 흰고래에게 잡아먹힌다. 선원단은 나중에 회복 중인 제이슨과 재회하고, 승리를 축하하며, 발견물을 나누기로 합의하지만, 마지마는 기념으로 사진 한 장만 가져간다.
6개월 후, 이제 완전히 회복된 마지마는 자신의 이야기를 TV 세트에서 영상으로 촬영하며 부하인 니시다와 미나미 다이사쿠, 그리고 카스가 이치반의 도움을 받으며, 나중에 노아의 방문을 받는다. 리치 아일랜드로 돌아온 제이슨과 마사루는 아직 발견되지 않은 묘약을 연구하며, 묘약이 사람의 신진대사를 연장하고 더 오래 살도록 돕는다고 알려진 용연향이라고 추측한다. 한편, 로드리게스는 시가키가 지켜보는 가운데 아버지의 죽음을 슬퍼한다. 회상 장면에서, 에스페란자를 공격하고 용연향을 통해 수명을 연장한 마지막 해적으로 밝혀진 로드리게스의 아버지는 집 주변에 있는 여러 용연향 바위를 집어 들고 바다에 던져버린다.
쿠키 영상에서, 일본으로 돌아온 마지마와 사에지마는 그들의 여정에 대해 회상하는데, 나중에 마지마가 넬레 아일랜드에 간 이유가 친구인 키류 카즈마를 위해 묘약을 찾기 위함이었다는 것이 밝혀진다. 두 사람은 키류를 병문안하며 그에게 그들의 여정을 이야기할 계획을 세운다.

## 개발 및 홍보
용과 같이 8 외전 Pirates in Hawaii는 스핀오프 게임인 용과 같이 7 외전: 이름을 지운 자의 성공에 이어 용과 같이 8의 독립형 확장팩으로 개발되었다. 용과 같이 스튜디오의 디렉터 요코야마 마사요시에 따르면, 외전의 개념은 더 작고 컴팩트한 규모 때문에 도박이었지만, 긍정적인 평가 덕분에 팀은 시리즈를 더 깊이 개발할 수 있었다. 요코야마는 마지마 고로를 용과 같이 8의 후속작으로 다루는 이야기를 쓰는 것을 고려했고, 팀이 평소에 하던 방식과는 다르게 하기 위해 해적 각도를 선택했다.
개발은 용과 같이 8 출시 직전에 시작되었으며, 2023년 12월 요코야마에 의해 처음 암시되었다. 요코야마는 메인 스토리가 외전보다 1.3-1.4배 더 클 것으로 추정했으며, 새로운 장소의 추가로 인해 모험 섹션은 훨씬 더 크다고 밝혔다. 하와이주는 팀이 단 한 게임 후에 배경 사용을 중단하고 싶지 않았기 때문에 주요 장소로 선택되었다.
2024년 5월, RGG 스튜디오는 과거 게임의 오디션 콘테스트와 유사하게 "미나토 걸즈" 오디션을 개최했으며, 우승자는 당시 발표되지 않은 새로운 용과 같이 게임에 출연하고 홍보 활동을 수행하도록 선택될 예정이었다. 최종 5명의 우승자는 2024년 7월 19일에 발표되었다. 같은 달, 스튜디오는 2024년 도쿄 게임 쇼에서 새로운 게임을 공개할 것이라고 확인했다.
2024년 9월, RGG 스튜디오는 RGG 서밋 2024 라이브스트림 이벤트를 개최하여 용과 같이 8 외전 Pirates in Hawaii를 처음으로 공개하고 게임의 성우진을 소개하며 전투 시스템과 새로운 활동에 대해 이야기했다. 2024년 10월, 스튜디오는 해상 전투 시스템을 상세히 설명하는 두 번째 트레일러를 공개했으며, 원래 날짜보다 일주일 앞당겨진 2025년 2월 21일의 새로운 출시 날짜를 확인했다. 영어 및 중국어 더빙은 게임 출시 당일 패치에 포함되었다.

## 평가
용과 같이 8 외전 Pirates in Hawaii는 리뷰 통합 웹사이트 메타크리틱에 따르면 비평가들로부터 "대체로 호의적인" 평가를 받았다. 오픈크리틱은 비평가의 86%가 이 게임을 추천한다고 결정했다. 일본에서는 패미통의 네 명의 비평가가 이 게임에 총점 40점 만점에 36점을 주었으며, 각 비평가는 이 게임에 10점 만점에 9점을 주었다.

## 내용주
1. ↑  Saori Yoshida served as the game's music director, directing other composers Keitarou Hanada, Yuri Fukuda, Ryo Fukuda, Takenobu Mitsuyoshi, Kenichi Tokoi, Mitsuharu Fukuyama, Hideaki Kobayashi, Kenji Mizuno, Etsuko Shimada, and Chihiro Aoki.
2. 1 2  As depicted in Like a Dragon: Infinite Wealth.